# 可克薛兀·撒卜剌黑
可克薛兀·撒卜剌黑（?—?），《亲征录》、《元史·太祖纪》作曲薛吾·撒八剌，12世纪末13世纪初蒙古草原乃蛮部的将领。

## 名字
拉施德丁《史集》认为：“‘可克薛兀’，意为由于咳嗽与胸疾（肺病）说话嘶哑的人。‘撒卜剌黑’为地名，人们按这个地名来称呼他。”贝勒津认为撒卜剌黑是他的出生地，伯希和则认为撒卜剌黑是他的领地之名。

## 生平
1202年，撒卜剌黑率领乃蛮军队在巴亦答剌黑·别勒赤儿整治军队，与王罕和铁木真对阵，王罕在夜里逃跑了。可克薛兀·撒卜剌黑追袭王汗，掳取了桑昆的妻子、儿子和百姓、人口，又掳取了王汗在帖列格秃山口的百姓、马群、食物的一半后，回去了。后来王罕败于铁木真，逃到乃蛮部。被不认识他的乃蛮部哨望者豁里·速别赤杀死。乃蛮部塔陽汗把王罕的头割下来踏碎。撒卜剌黑反对，而且对塔阳汗宠信后母古儿别速、轻视蒙古部，提出批评。塔阳汗不听撒卜剌黑的忠言，最后乃蛮部被铁木真所灭。1204年在與蒙古人的納忽崖之戰中陣亡。